# El regreso de la paloma al Arca

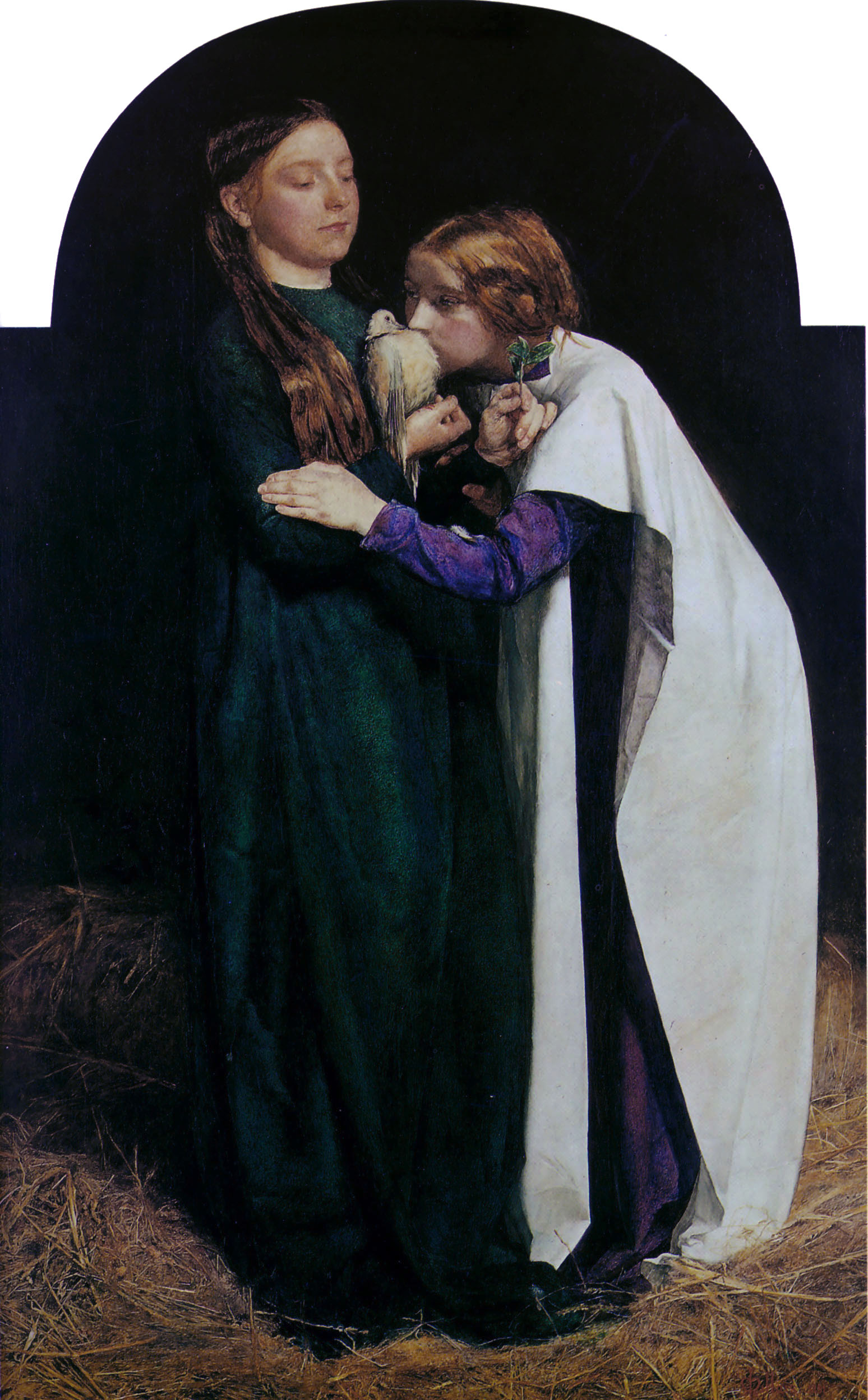
El regreso de la paloma al Arca (1851). Óleo sobre lienzo, 88,2 × 54,9 cm.

El regreso de la paloma al Arca es una pintura de Sir John Everett Millais, completada en 1851. Se encuentra en la colección de Thomas Combe en el Museo Ashmolean, Oxford. 
La pintura representa una escena de la Biblia. Dos de las nueras de Noé recogen a la paloma que ha vuelto al Arca con una rama de olivo. Esta es la segunda de las pinturas de Millais con tema bíblico, después de La víspera del Diluvio. Millais tenía la intención de producir una pintura pendant titulada El primer vuelo de la paloma, pero nunca lo hizo.
El plan original de Millais para la pintura era incluir la figura de Noé, además de varios animales en el fondo. Se cree que la omisión final de estas otras figuras se debió a su deseo de tener la pintura lista para la exposición de la Royal Academy de 1851.
El regreso de la paloma al Arca se exhibió públicamente por primera vez en la Real Academia de Arte (Royal Academy) en abril de 1851. Millais se sorprendió al saber que algunos católicos que la vieron creían que era una alegoría del regreso del país a la "verdadera fe".
Fue elogiada por John Ruskin y Théophile Gautier, entre otros. Ruskin quedó tan fascinado con la obra que quiso comprarla cuando la vio por primera vez, pero ya se la había vendido al coleccionista Thomas Combe, superintendente de Clarendon Press, que poseía muchas otras obras de arte prerrafaelitas. Pasó al Ashmolean como parte del legado de Combe en 1893.
En 1855, una revista satírica francesa, Journal pour rire, publicó una caricatura de Bertall que parodiaba la pintura de Millais.